# 鳥居元宏
鳥居 元宏（とりい もとひろ、1935年8月6日 - ）は、日本の映画監督・脚本家。筆名は飛鳥ひろし。日本画家の9代目鳥居清光は実妹。

## 来歴
東京府杉並区成宗出身。京都府在住。東京都立豊多摩高等学校を経て、1959年早稲田大学第一文学部演劇科卒業。卒業後東映入社。京都撮影所へ配属。助監督となり、内田吐夢、田坂具隆、マキノ雅裕、加藤泰らに就く。1964年から脚本を執筆し、1966年、岡田茂京都撮影所長により監督昇進を認められ、『十七人の忍者 大血戦』初監督。監督として、劇場用映画・テレビドラマを合せて50本を手掛ける。脚本家としては、劇場用映画・テレビドラマを合せて約350本を執筆している 。 
1990年大阪芸術大学映像学科教授に就任し、学科長になった。1994年神戸芸術工科大学講師。1997年倉敷芸術科学大学講師。

## 監督作

### 映画
- 十七人の忍者 大血戦（1966年）
- 侠客の掟（1967年）
- 三匹の牝蜂（1970年）

### テレビドラマ
- 徳川おんな絵巻（1971年、フジテレビ）
- 地獄の辰捕物控（1972年-1973年、日本教育テレビ）
- 唖侍鬼一法眼（1973年-1974年、日本テレビ）
- 次郎長三国志（1974年、日本教育テレビ）
- 賞金稼ぎ（1975年、日本教育テレビ）
- 駆けろ!八百八町（1977年、日本教育テレビ）
- 人形佐七捕物帳（1977年、テレビ朝日）
- 桃太郎侍（1977年-1981年、日本テレビ）
- 半七捕物帳（1979年、テレビ朝日）
- 悪党狩り（1980年-1981年、東京12チャンネル）
- 闇を斬れ（1981年、フジテレビ）
- 遠山の金さん（1982年-1985年、テレビ朝日）
- 眠狂四郎無頼控（1983年、テレビ東京）
- 長七郎江戸日記（1986年-1991年、日本テレビ）
- 花の生涯 井伊大老と桜田門（1988年、テレビ東京）
- 八百八町夢日記（1989年-1990年、日本テレビ）
- 勝海舟（1990年、日本テレビ）
- あばれ八州御用旅 第2・3シリーズ（1991年-1992年、テレビ東京）
- 源義経（1991年、日本テレビ）

## 脚本作

### 映画
- 間諜（1964年）
- 十七人の忍者 大血戦（1966年）
- 男の勝負（1966年）
- 昭和残侠伝 血染の唐獅子（1967年）
- 浪花侠客伝 度胸七人斬り（1967年）
- 侠客の掟（1967年）
- 極道（1968年）
- 獄中の顔役（1968年）
- 前科者（1968年）
- 帰って来た極道（1968年）
- 兵隊極道（1968年）
- 待っていた極道（1969年）
- 緋牡丹博徒 花札勝負（1969年）
- 旅に出た極道（1969年）
- 温泉ポン引女中（1969年）
- ごろつき部隊（1969年）
- 女親分 喧嘩渡世（1969年）
- 渡世人列伝（1969年）
- 極道釜ヶ崎に帰る（1970年）
- 博奕打ち 流れ者（1970年）
- 喜劇 トルコ風呂 王将戦（1971年）
- まむしの兄弟 お礼参り（1971年）
- 関東テキヤ一家 浅草の代紋（1971年）
- 昭和おんな博徒（1972年）
- 釜ケ崎極道（1973年）
- 激突! 殺人拳（1974年）
- ラグビー野郎（1976年）
- 女必殺五段拳（1976年）
- バカ政ホラ政トッパ政（1976年）

### テレビドラマ
- 佐々木小次郎（1965年、MBS）
- 銭形平次（1966年-1970年、フジテレビ）
- 戦国無宿（1967年-1968年、読売テレビ）
- 水戸黄門（TBSテレビ）
  - 第1部（1969年-1970年）
  - 第3部（1971年-1972年）
  - 第12部（1981年-1982年）
  - 第13部（1982年-1983年）
- 柳生十兵衛（1970年-1971年、フジテレビ）
- 遠山の金さん捕物帳（1971年-1973年、日本教育テレビ）
- 忍法かげろう斬り（1972年、フジテレビ）
- 大岡越前（TBSテレビ）
  - 第3部（1972年-1973年）
  - 第6部（1982年）
- 隼人が来る（1972年-1973年、フジテレビ）
- 地獄の辰捕物控（1972年-1973年、日本教育テレビ）
- ぶらり信兵衛 道場破り（1973年-1974年、フジテレビ）
- 次郎長三国志（1974年、日本教育テレビ）
- 編笠十兵衛（1974年-1975年、フジテレビ）
- 影同心（1975年、TBSテレビ）
- 十手無用 九丁堀事件帖（1975年-1976年、日本テレビ）
- お耳役秘帳（1976年、フジテレビ）
- 五街道まっしぐら!（1976年、日本教育テレビ）
- 桃太郎侍（1976年-1981年、日本テレビ）
- 人形佐七捕物帳（1977年、テレビ朝日）
- 達磨大助事件帳（1977年-1978年、テレビ朝日）
- 吉宗評判記 暴れん坊将軍（1978年-1981年、テレビ朝日）　※メインライター
- 柳生一族の陰謀（1978年-1979年、関西テレビ）
- 疾風同心（1978年-1979年、東京12チャンネル）
- 長七郎天下ご免!（1979年-1982年、テレビ朝日）
- 悪党狩り（1980年-1981年、東京12チャンネル）
- 新・御金蔵破り（1982年、フジテレビ）
- 影の軍団III（1982年、関西テレビ）
- 柳生十兵衛あばれ旅（1982年-1983年、テレビ朝日）
- 御金蔵破り・家康の首（1983年、フジテレビ）
- 怪人二十面相と少年探偵団（1983年-1984年、関西テレビ）
- 遠山の金さん（1984年-1985年、テレビ朝日）
- 怪人二十面相と少年探偵団II（1984年、関西テレビ）
- ママ、聞いてよ!（1984年-1985年、関西テレビ）
- 影の軍団IV（1985年、関西テレビ）
- スタア誕生（1985年、フジテレビ）
- それいけ!ズッコケ三人組（1985年-1986年、関西テレビ）
- 遠山の金さんII（1985年-1986年、テレビ朝日）
- 泳げ!第5コース（1986年、関西テレビ）
- 名奉行 遠山の金さん（1988年、テレビ朝日）
- 暴れん坊将軍III（1988年-1990年、テレビ朝日）
- お江戸捕物日記 照姫七変化（1990年、フジテレビ）
- 将軍家光忍び旅（1990年-1991年、テレビ朝日）
- 暴れん坊将軍IV（1991年-1992年、テレビ朝日）
- 少女探偵事件ファイル（1992年、関西テレビ）
- 暴れん坊将軍V（1993年-1994年、テレビ朝日）

## 著書
- 物語的演技入門-ある俳優養成所の記録から-（青山社、1995年）